# II. Mojmír morva fejedelem
II. Mojmír (†906) morva fejedelem 894-től haláláig. A Morva Fejedelemség utolsó uralkodója.

## Élete
Mojmír I. Szvatopluk morva fejedelem legidősebb fia volt. Apjuk 894-ben halt meg. Bíborbanszületett Konstantin leír egy legendát, miszerint a halálos ágyán fekvő Szvatopluk magához hívatta három fiát (történelmileg csak öccse, II. Szvatopluk igazolható, a talán Predszlav nevű öccsükről nincsenek megbízható források) és megkérte, hogy törjenek el három, egymáshoz kötözött pálcát. Nem sikerült, de ezután a külön szedett pálcákat könnyen eltörték; az öreg fejedelem ezzel intette őket, hogy tartsanak össze.   
A Morva Fejedelemséget a legidősebb fiú, II. Mojmír örökölte, aki a vazallus Nyitrai Fejedelemséget öccsének, II. Szvatopluknak adta. A két fivér kapcsolata már 895-ben megromlott. Szvatopluk Arnulf keleti frank király támogatását kereste (egy megbízhatatlan hagyomány szerint anyja, Gizela Arnulf nővére volt), míg Mojmír frankellenes politikát folytatott. Szvatopluk 897-ben meglátogatta Arnulfot és szövetséget kötött vele, majd a következő évben fellázadt bátyja ellen. 898/899 telén a frankok betörtek Morvaországba. Mojmír legyőzte őket és foglyul ejtette öccsét, de a frankoknak sikerült kiszabadítaniuk és magukkal vitték Bajorországba.
A belső konfliktus által meggyengített Morva Fejedelemség sorra veszítette el periferiális területeit. 894-ben a keleti frankok meghódították a dél-dunántúli Balatoni Fejedelemséget, egy évvel később a vazallus cseh fejedelem Arnulf királynak esküdött hűséget, 897-ben pedig elszakadtak a luzsicei szlávok. 896-tól a nomád magyarok betelepültek a Kárpát-medencébe és elfoglalták annak északkeleti, addig morvák által ellenőrzött régióit. Arnulf 899-es halálát követően megszállták a Dunántúlt is. 
A veszélyek ellenére Morvaországban Mojmír konszolidálta uralmát. 898-ben kérést intézett a pápához, hogy közvetlenül szentelje fel a morva papokat, hogy egyháza ne függjön a bajoroktól. Emiatt támogatták aztán a bajorok Szvatopluk lázadását, amit Mojmírnak sikerült levernie. 
IX. János pápa 899-ben elküldte legátusát, aki felszentelte a morva érseket és három püspököt. Róluk csak annyit tudunk, hogy az érsek támogatta az ószláv nyelvű liturgiát és az egyik püspöknek Nyitrán volt a székhelye.
A Dunántúlt elfoglaló magyarok 900 után rendszeresen támadták a morvákat és a bajorokat. A bajorok 901-ben békét kötöttek Mojmírral és Szvatopluk is visszatérhetett Nyitrára. 
II. Mojmír és II. Szvatopluk ezután eltűnik az írott forrásokból, valamikor 901 és 906 között eshettek el a magyarokkal vívott harcokban, mert a 907-ben lezajlott nagy pozsonyi csatában (ahol a bajorok minden szövetségesüket összegyűjtötték a magyarok kiűzésére) már nem említik őket. A Morva Fejedelemség ezután megszűnt, területét a csehek és a magyarok szállták meg. 

## Fordítás
- Ez a szócikk részben vagy egészben  a   Mojmir II of Moravia című angol Wikipédia-szócikk ezen változatának fordításán alapul.  Az eredeti cikk szerkesztőit annak laptörténete sorolja fel. Ez a jelzés csupán a megfogalmazás eredetét és a szerzői jogokat jelzi, nem szolgál a cikkben szereplő információk forrásmegjelöléseként.

Ez a szócikk részben vagy egészben  a   Svatopluk II. című cseh Wikipédia-szócikk ezen változatának fordításán alapul.  Az eredeti cikk szerkesztőit annak laptörténete sorolja fel. Ez a jelzés csupán a megfogalmazás eredetét és a szerzői jogokat jelzi, nem szolgál a cikkben szereplő információk forrásmegjelöléseként.